# Kiri Te Kanawa
Dame Kiri Janette Te Kanawa ONZ CH DBE AC (Gisborne, 1944. március 6. –) új-zélandi opera-énekesnő (koloratúrszoprán).

## Életpályája
Kiri Te Kanawa anyja ír származású új-zélandi állampolgár, apja maori, örökbefogadott gyermekként nőtt fel a Te Kanawa családban, amelyben az apa szintén maori volt, az anya pedig szintén ír származású. Kiri Te Kanawa első énekóráira nővéréhez, Maria Leo-hoz járt Aucklandben. Néhány évvel később megnyert az ausztráliai Melbourne-ben egy énekversenyt, és így énektanulásra Londonba utazhatott, ahol Rózsa Vera tanítványa lett. Első kis szerepét Wolfgang Amadeus Mozart A varázsfuvola című művének egy londoni előadásában kapta.
1969-ben már főszerepeket énekelt: Elena volt Gioachino Rossini A tó asszonya című darabjában. Első nagy fellépése 1970-ben, Londonban, a Covent Gardenben volt, Xeniát énekelte Modeszt Petrovics Muszorgszkij Borisz Godunovjában. Az elkövetkező években a világ összes nagy operaházában fellépett. A New York-i Metropolitan Operában először 1974-ben, Teresa Stratas helyére beugorva. Néhány óra alatt kellett betanulnia Desdemona szerepét Giuseppe Verdi Otellójában.
Nem csak operákat énekelt, repertoárjába tartoztak Henry Purcell dalai éppúgy, mint Richard Strauss és Liszt Ferenc dalművei. 1981-ben Károly walesi herceg és Diána walesi hercegné esküvőjén ő énekelt a londoni Szent Pál-székesegyházban. 1984-ben az opera világán kívüli nagyközönség is megismerhette, mert Leonard Bernstein őt kérte fel Mária szerepére a West Side Story egyetlen stúdiófelvételére; Tony szerepét José Carreras énekelte. Bernstein a zenekarban dzsessz-zenészekkel dolgozott, és a – véleménye szerint – legkiválóbb énekeseket kérte fel. 1991-ben a rögbi-világbajnokság himnuszát is ő énekelte.
Utolsó fellépése egy Melbourne melletti koncerten történt, 2016 októberében.